# بنجامین دو روتشیلد
بنجامین دو روتشیلد (انگلیسی: Benjamin de Rothschild؛ زادهٔ ۳۰ ژوئیهٔ ۱۹۶۳- درگذشته ١۵ ژانویه ٢٠٢١) بانکدار، کارآفرین و سرمایه‌دار اهل فرانسه بود. او در ١۵ ژانویه ٢٠٢١ بر اثر سکته قلبی درگذشت. 

## زندگی شخصی
در ۲۳ژانویه ۱۹۹۹، دو روتشیلد با آریان لانگنر ازدواج کرد. آنها صاحب چهار دختر شدند. دو روتشیلد در ۱۵ژانویه ۲۰۲۱در خانه خود در پنی شامبزی، سوئیس درگذشت. او ۵۷ساله بود و دچار حمله قلبی شد.